# 디즈니 뮤직 그룹
디즈니 뮤직 그룹(Disney Music Group, DMG)은 월트 디즈니 컴퍼니의 음악 부문이다. 월트 디즈니 레코드, 할리우드 레코드, DMG 내슈빌 등의 자회사를 가진다.

## 계열사
- 월트 디즈니 레코드
- 할리우드 레코드
  - DMG 내슈빌
- 디즈니 뮤직 퍼블리싱

이전 계열사
- 부에나 비스타 레코드
- 리릭 스트리트 레코드
- 맴머스 레코드

## 같이 보기
- 유니버설 뮤직 그룹
- 워너 뮤직 그룹